# Adenocalymma
Adenocalymma je rod rostlin z čeledi trubačovité. Jsou to úponkaté liány a keře se vstřícnými trojčetnými listy a většinou s nápadnými žlutými květy. Rod zahrnuje asi 80 druhů a je rozšířen v tropické Americe. Brazilský druh Adenocalymma comosum je v tropech pěstován jako okrasná liána.

## Popis
Zástupci rodu Adenocalymma jsou dřevnaté liány a keře. Listy jsou vstřícné, složené ze 3 lístků, prostřední lístek je někdy přeměněn v jednoduchý nebo trojčetný úponek. Lístky jsou často kožovité. Květenství jsou vrcholové nebo úžlabní hrozny, výjimečně thyrsy. Květy jsou pětičetné, dvoustranně souměrné. Kalich je zvonkovitý, zakončený 5 krátkými laloky. Koruna je většinou jasně žlutá, řidčeji bílá nebo červená, trubkovitě nálevkovitá až zvonkovitá, na vnější straně chlupatá. Korunní trubka je rovná. Tyčinky jsou 4, nevyčnívající z květu. Semeník je přisedlý. Tobolky jsou čárkovité až eliptické, zploštělé nebo nafouklé, kožovité až dřevnaté. Semena jsou buď křídlatá nebo korkovitá a bez křídel.

## Název
V některých zdrojích je název rodu uváděn jako Adelocalymna.

## Rozšíření
Adenocalymma je největší rod čeledi trubačovité. Zahrnuje 82 druhů. Vyskytuje se v tropické Americe od Mexika po Paraguay a jihovýchodní Brazílii. Druh A. marginatum zasahuje až do Uruguaye a Argentiny. Největší počet druhů roste v Brazílii. Největší areál, sahající od Mexika až po Brazílii, má druh A. inundatum. V téměř celé tropické Jižní Americe jsou rozšířeny druhy A. cladotrichum, A. impressum, A. purpurascens, A. flaviflorum aj. Zástupci rodu Adenocalymma rostou ve vlhkých i suchých tropických lesích a rovněž i v keřové vegetaci typu cerrado a caatinga.

## Význam
Liány rodu Adenocalymma jsou jako okrasné dřeviny pěstovány poměrně zřídka. V tropech je pěstován např. druh A. comosum, pocházející z Brazílie. Rostlina má jasně žluté květy a vzhledově poněkud připomíná alamandu. Z českých botanických zahrad není žádný druh tohoto rodu uváděn.